# Iuliana Popa
Iuliana Popa (5 luglio 1996) è una canottiera rumena, vincitrice della medaglia di bronzo nell'otto a Rio de Janeiro 2016.

## Palmarès
- Olimpiadi

Rio de Janeiro 2016: bronzo nell'8.
Parigi 2024: oro nell'8.
- Campionati del mondo di canottaggio

Sarasota 2017: oro nell'8.
- Campionati europei di canottaggio

Račice 2017: oro nell'8.
Glasgow 2018: oro nell'8.